# Puercala
Puercala là một chi bướm đêm thuộc họ Noctuidae.